# Into Darkness
Into Darkness (englisch In die Dunkelheit) ist das erste und einzige Studioalbum der amerikanischen Band Winter. Es gilt als eines der ersten und zugleich als wegweisendes und stilprägendes Album des Death- und Funeral-Doom.

## Entstehung
Das Album Into Darkness wurde 1990 von der 1988 gegründeten Band erstmals veröffentlicht. Die Band debütierte nach einem Demo und diversen Auftritte im Großraum New York über Future Shock Records.
Die Band nahm von April bis Mai 1990 in den S.O.S. Studios in Hempstead unter der produzierenden Leitung von Greg Marchak und der technischen Unterstützung von Joe Leonard und Steven Manney ihr Debüt auf. Tom Coyne vom Studio Hit Factory masterte das Album. Den Keyboarder Tony Pinnisi lernten die Musiker im Voraus kennen. Pinnisi besaß ein Plattengeschäft und ein breites privates Instrumentarium. Darunter zwei Moog-Synthesizer, deren Klang die Musiker faszinierte und der unmittelbar für das Album eingeplant wurde, um das Album „spaciger“ klingen zu lassen. Entsprechend spielte Pinnisi für das bereits aufgenommene Material und verlieh der Musik den gewünschten Effekt.
Bereits zwei Jahre nach der Veröffentlichung erschien ein Re-Release des Albums über das damals für Death Metal populäre Label Nuclear Blast. Mit nachfolgenden Veröffentlichungen erlangte die bereits aufgelöste Gruppe mit ihrem einzigen Studioalbum Kultstatus. Im Jahr 2010 reformierte sich die Band, um am Roadburn Festival 2011 mit der Präsentation des Albums teilzunehmen.

## Albuminformationen
Das 1990 erstmals veröffentlichte Album enthält sieben separate Stücke, die auf einem Tonträger eine Gesamtspielzeit von 46:08 Minuten haben. In der ersten Veröffentlichung erschien das Album als MC und CD. Das einzige Album der Band wurde mehrmals wiederveröffentlicht, so 1992 von Nuclear Blast, 2011 von Southern Lord und 2020 von Svart Records. Die Wiederveröffentlichungen beinhalteten bereits 1992 Varianten als CD, MC und LP. Eine im Jahr 1999 von Nuclear Blast veröffentlichte Variante beinhaltete die im Jahr 1994 erstveröffentlichte EP Eternal Frost. Folgende Veröffentlichungen umfassten das gleiche Songmaterial.

### Inhalt
Into Darkness griff entgegen den für Death Metal üblichen Texten Themen mit gesellschaftspolitischem Anspruch auf. Winter thematisierte auf dem Debüt insbesondere „ökologische Problematik und die Ausbeutung der Natur“ und kombinierte diesen Themenkomplex mit einer postapokalyptischen Atmosphäre.

„[I]nstead of the usual topics dealing with chopped-off heads, cannibalism or the powers of evil, Winter wrote ecologically minded lyrics about humanity which is heading towards the world destruction by abuse of the natural resources and the ever-progressing annihilation of the environment by human greed.“

„Statt der üblichen Themen von abgeschlagenen Köpfen, Kannibalismus oder den Mächten des Bösen schrieb Winter Texte aus einer ökologischen Überzeugung, über die Menschheit, die durch den Missbrauch natürlicher Ressourcen und eine immer weiter fortschreitende Vernichtung der Umwelt aus der menschlichen Gier auf die Weltzerstörung zusteuert.“

### Stil
Der Stil von Winter wird als frühe Variante des Death- und Funeral-Doom beurteilt. Die Musik sei hörbar von Amebix, Discharge und Celtic Frost beeinflusst.  Ohne den umfassenden Einsatz eines Keyboards kreierte Winter eine „einzigartige, postapokalyptische, depressive Atmosphäre“. Anstelle von Synthesizern oder Keyboards nutzte die Band dazu „tief gestimmte Gitarren, die durch Echo-Effekte“ der Stimmung Ausdruck zu verleihen. Melodie sei jenseits des Instrumentalstücks „Nebensache.“ Ein „bis in die Unkenntlichkeit“ verzerrter, tiefer Growlgesang wird dabei mit „Lavariffs und Slow-Mo-Schlagzeug“ so zu einer einfachen und langsamen Musik kombiniert, die „den Eindruck vermittel[t], einer LP anstatt auf fünfundvierzig nur auf dreiunddreißig Umdrehungen zu lauschen“. Damit reduzierte das Trio „die räudige Doom-Seite von Celtic Frost/Hellhammer effektiv und maximal.“ Lediglich vereinzelt bringen „Crust-Attacken“ Dynamik in die Musik.

## Wahrnehmung und Relevanz
Das Album gilt als „Klassiker des Death Doom“ und wurde als solches in diversen Bestenlisten zum Spektrum des Doom Metal geführt. So in der ranglosen Liste des Webzines Metal.de Weltschmerz – Unsere liebsten Doom-Perlen, auf dem 45. Platz der Liste Die 50 besten Doom-Alben aller Zeiten des Deaf Forever und auf dem 13. der Liste The Top 100 Doom Metal Albums of all Times des Decibel-Magazins. Dabei wurde es als das „erste und beste Stück akustischer Gewalt in der verheerten Schnittmenge aus Death und Doom“ gelobt. Damit wurde Into Darkness als eines der essentiellen und ersten Alben im Genre herausgestellt. Anders als häufig bemühte Vergleichsgrößen im frühen Death Doom schufen Winter neben dem Paradise-Lost-Debüt Lost Paradise einen Meilenstein des Extreme Metal, der als eines der ersten vollwertigen Alben im Death-Doom-Genre, ohne Demo- oder Proto-Zusatz zu werten sei. Und selbst Lost Paradise sei gegenüber Into Darkness eher als verlangsamtes Album des Death Metal wahrzunehmen, während Into Darkness, trotz vernehmbarer Einflüsse, eigenständig wirke. Der Einfluss der Veröffentlichung sei dabei mit vernehmbarer Strahlkraft für das Genre und die nachkommende Entwicklung in den Funeral Doom gewesen.